# Herinneringsmedaille voor de Vrijwilligers van het Vrije Frankrijk
De Herinneringsmedaille van de Vrijwilligers van het Vrije Frankrijk (Frans: Médaille commémorative des services volontaires dans la France libre) is een Franse onderscheiding die op 4 april 1946 door president Charles de Gaulle werd ingesteld.
De medaille, die de vorm van een bronzen kruis van Lotharingen kreeg, wordt tot de Franse campagnemedailles gerekend. Zij werd uitgereikt aan Fransen en vreemdelingen die vóór 1 augustus 1943 dienst namen in het leger van de Vrije Fransen. In totaal werden tot 3 juli 1958 13.469 medailles uitgereikt.
De qualificaties voor toekenning waren:
- Militair: vrijwillig dienst nemen in de Vrije Franse Strijdkrachten, inclusief de luchtmacht en marine, vóór 1 augustus 1943.
- Civiel: werkelijke dienst als ambtenaar in het bestuur van de door het Nationaal Comité van de Vrije Fransen gecontroleerde Franse territorium en in het buitenland, in de periode vóór 1 augustus 1943.

De dragers mochten zich "membre de la France libre" noemen.

## Geschiedenis
De periode tussen mei 1940 en 1 augustus 1943 streden de Vrije Fransen, die zich onder generaal Charles de Gaulle in Londen met de Geallieerden hadden verbonden, met het met Duitsland collaborerende regime van maarschalk Pétain in Vichy. Eén voor één 'kozen' de Franse territoria en koloniën voor De Gaulle. In Syrië, Algerije en Frans-West-Afrika moesten de Vrije Fransen en geallieerden geweld gebruiken om de regering over te nemen van Vichy-getrouwe militairen en ambtenaren.
In juli 1940 mislukte een poging van de Britse en Vrije Franse marine om de Vichy-gezinden in Dakar voor de Vrije Fransen te winnen, maar in de herfst van dat jaar sloten de Franse koloniën Kameroen, Tsjaad, Congo-Brazzaville en Oubangui-Chari zich aan bij het kamp van De Gaulle. De koloniën Nieuw-Caledonië, Wallis en Futuna, Frans-Polynesië, Saint-Pierre en Miquelon (24 december 1941) en de Nieuwe-Hebriden volgden later. Het door Japan bezette Frans Indo-China en de koloniën Guadeloupe en Martinique bleven onder het gezag van de Vichy-regering.
De Vrije Fransen bestonden in juli 1940 uit circa 7.000 leden. Ze hadden vijftig schepen tot hun beschikking en 3.600 manschappen vormden hulptroepen (auxiliary force) van de Britse Royal Navy.
De datum van 1 augustus 1943 was gekozen omdat de Vrije Fransen op die dag werden samengevoegd met de Armée d'Afrique om de Armée française de la Libération te vormen.
Uiteindelijk hebben de Vrije Fransen 52.230 Fransen uit de Europese gebieden, 9.120 personen uit de koloniën, 2.810 vreemdelingen en légionnaires van het Vreemdelingenlegioen, 2.000 statenlozen en personen waarvan de nationaliteit omstreden was en 38.300 Franse burgers in hun rijen gehad. Zo gezien zijn de 13.469 uitgereikte medailles zuinig verdeeld.

## De medaille
De op initiatief van generaal Edgard de Larminat ingestelde Herinneringsmedaille van de Vrijwilligers van het Vrije Frankrijk werd in brons geslagen en is, afhankelijk van de uitvoering, 36 of 40 millimeter hoog en 32 millimeter breed. Op de voorzijde staat in twee regels "FRANCE LIBRE". Op de keerzijde staat "18 JUIN 1940" en "8 MAI 1945". 
De medaille wordt op de linkerborst gedragen aan een blauw zijden lint met diagonale rode strepen van 4 millimeter breed. De verbinding tussen lint en kruis is een onbewegelijke beugelvormige ring die deel uitmaakt van het kruis. 
De laatste van de 13 469 medailles werd op 7 juli 1958 uitgereikt.
De medaille werd na de Franse Erkentelijkheidsmedaille maar vóór de Herinneringsmedaille aan de VN-operaties in Korea op de linkerborst gedragen.
Wanneer men op uniformen geen modelversierselen droeg was een kleine rechthoekige baton in de kleuren van het lint met daarop een klein zilveren kruis van Lotharingen voorgeschreven. De medaille werd ook als miniatuur met een doorsnede van 19 millimeter gedragen op bijvoorbeeld een rokkostuum.

## Opmerkelijke ontvangers
- De danseres Joséphine Baker
- Generaal Philippe Leclerc de Hauteclocque
- Generaal Marie-Pierre Kœnig
- Generaal Gérard Lecointe
- Generaal Georges Cabanier
- Generaal Pierre Billotte
- Generaal Pierre Garbay
- Generaal Renaud de Corta
- Generaal Jean Simon
- Generaal Henri Amiel
- Generaal Raoul Magrin-Vernerey
- Generaal Martial Valin
- Kolonel Fred Moore
- Luitenant-kolonel Albert Fossey-François
- Luitenant-commandeur Elie Touchaleaume
- Commandant Philippe Kieffer
- Majoor Rudolf Eggs
- Kaptein François de Labouchère
- Luitenant Raymond Meyer
- Luitenant René Amiot
- Luitenant Jean-Pierre Berger
- Sergeant-majoor Raphaël Onana
- Verzetsstrijder Pierre Depoid
- Journalist Philippe Ragueneau